# Albert Eisen
Georg Albert Emil Eisen, född 17 november 1878 i Stockholm, död där 6 november 1946, var en svensk ämbetsman.
Albert Eisen var son till stadsaktuarien Emil Eisen och brorson till August Gustaf Eisen. Han avlade mogenhetsexamen i Stockholm 1898 och hovrättsexamen i Uppsala 1903. Från 1907 var Eisen knuten till Riksförsäkringsanstalten. 1907–1910 tjänstgjorde han som amanuens, 1910–1913 som notarie, 1913–1916 som sekreterare och ombudsman och blev 1916 byråchef vid administrativa byrån. Eisen var från 1913 redaktör för Arbetarskyddet, tidskrift för arbetarskydd och socialförsäkring. Tillsammans med Ernst Löfmark utgav han lagutgåvan Lag om försäkring och olycksfall i arbete med historik och kommentar (1917, 4:e upplagan 1939).